# Hill of Sandvoe
Der Hill of Sandvoe ist ein 121 Meter hoher Berg, der auf der Halbinsel Northmavine, einem nordwestlichen Ausläufer der Insel Mainland auf den Shetlands liegt. In der Nähe liegen die Ortschaft North Roe, 1,3 Kilometer im Osten sowie das südliche Ende der Meeresbucht Sand Voe, 1,6 Kilometer im Nordosten.